# دلافين طيارة
جَبْحَليَّات دلافين طيارة (الاسم العلمي: Platanistidae) هي فصيلة من الحيتانيات، يتبع فصيلة عليا Platanistoidea ‏.